# Audit
 (octobre 2024).
Si vous disposez d'ouvrages ou d'articles de référence ou si vous connaissez des sites web de qualité traitant du thème abordé ici, merci de compléter l'article en donnant les références utiles à sa vérifiabilité et en les liant à la section « Notes et références ».
 (octobre 2024).
L’audit est une démarche méthodique d’évaluation, effectuée par un agent compétent, indépendant et intègre, visant à porter un jugement de conformité à un référentiel normatif ou qualitatif. Il peut porter sur des états financiers, des dispositifs de contrôle interne, des organisations, des procédures ou toute opération déterminée d’une entité.
Le terme « audit », emprunté à l’anglais au cours du XXᵉ siècle, désigne aujourd’hui l’ensemble des opérations de vérification systématique menées en réponse à des exigences réglementaires, contractuelles ou internes. Il s’inscrit dans une logique de formalisation et d'amélioration continue.

## Domaine et objet de l’audit
L’audit peut s’appliquer à l’examen des fonctions et des processus d’une organisation. Parmi les fonctions auditées figurent les fonctions d'achat, comptable, de production, marketing ou communication. Par exemple, la fonction de production regroupe une pluralité de processus relatifs à la fabrication de produits finis, ce qui en fait un domaine stratégique où l'amélioration de la qualité et la recherche d'économies demeurent des enjeux majeurs pour l’entreprise.

### Lien entre audit et contrôle interne
Le couple audit–contrôle interne est l'objet de nombreux travaux universitaires, tant ces deux notions sont interdépendantes. La solidité du contrôle interne repose sur des principes fondamentaux, tels que la compétence des ressources humaines, la fiabilité du système d'information et la clarté des procédures. L'efficacité de l’audit dépend elle-même de la qualité du contrôle interne : un audit sérieux nécessite l’existence d’un environnement contrôlable et structuré.

### Nature des opérations d’audit
L’audit regroupe diverses opérations : évaluations, investigations, observations, entretiens, vérifications et contrôles. Ces opérations doivent être formalisées dans des procédures écrites, avec identification précise des responsabilités. Cette exigence de traçabilité découle des normes de qualité, de la réglementation professionnelle et, souvent, des obligations légales imposées aux organisations.
En ce sens, l’audit est perçu comme un outil d’amélioration continue. Il vise à dresser un état des lieux de l’existant, à identifier les écarts ou les non-conformités par rapport aux référentiels applicables, et à formaliser ces constats dans un rapport écrit. Ce rapport constitue le fondement des actions correctives destinées à remédier aux anomalies ou à renforcer les pratiques existantes.

### Normes de référence
Pour la conduite des audits, les auditeurs se réfèrent notamment à la norme internationale ISO 19011, qui définit les principes d'audit des systèmes de management, les compétences attendues des auditeurs ainsi que les lignes directrices pour la planification et la réalisation des audits.
S'agissant des audits financiers légaux, tels que ceux réalisés par les commissaires aux comptes, les auditeurs s'appuient sur les normes comptables nationales ou internationales (par exemple les normes IFRS) ainsi que sur des principes éprouvés de contrôle interne tels que ceux définis dans le cadre COSO.

## Enjeux et histoire de l'audit

### Enjeux de l'audit
L'audit est un processus de contrôle systématique, indépendant et précisément documenté permettant de recueillir des informations objectives pour déterminer dans quelle mesure les éléments du système observé satisfont aux exigences des référentiels du domaine concerné. Il s'attache notamment à détecter les anomalies et les risques associés dans les organismes et secteurs d'activité qu'il examine en consultation. Auditer une entreprise ou un service consiste notamment à écouter les différents acteurs pour comprendre et faire évoluer le système en place. 

### Origine étymologique et premiers usages
Le terme « audit » provient du latin audire, signifiant « entendre » ou « écouter ». Cette origine rappelle la pratique médiévale où les comptes étaient présentés oralement devant une autorité, qui les « entendait » pour en vérifier la régularité.
En Angleterre, dès le XIIIᵉ siècle, le terme « audit » désignait l'examen des comptes royaux et seigneuriaux. Les auditeurs étaient chargés de vérifier les recettes et dépenses, souvent lors de sessions formelles, pour assurer la transparence financière.
En France, la création de la Chambre des comptes de Paris en 1303, sous le règne de Philippe IV le Bel, marque l'institutionnalisation du contrôle financier de l'État. Cette chambre, ancêtre de la Cour des comptes actuelle, avait pour mission d'auditer les comptes des officiers royaux et de veiller à la bonne gestion des finances publiques. Le Dictionnaire de l'Académie française de 1762 définit l'« auditeur des comptes » comme un officier chargé d'examiner les comptes rendus à la Chambre des comptes, ce qui souligne le rôle officiel et institutionnel de l'audit à cette époque.

### L’évolution du mot « audit » en langue française
Aux environs de 2010, le terme « audit » a commencé à remplacer le terme « vérification », bien que toujours en usage, dans plusieurs pays francophones, particulièrement dans les domaines comptable et financier. Ainsi, les Services linguistiques de l’Institut Canadien des Comptables Agréés, dans leur traduction du International Financial Reporting Standards, ont utilisé le terme audit au lieu de vérification. De même pour la traduction française du International Standards on Auditing, qui fut le fruit d’une collaboration entre la France, la Belgique, la Suisse et le Canada.

### Diversification contemporaine du concept d’audit
Aujourd'hui, c'est une méthode et un terme répandus. On parle ainsi, d'audit énergétique d'une entreprise, d'audit environnemental d'un système de gestion, d'audit préalable à un investissement, ou encore d'audit de conformité.
L'audit légal est le seul terme qui désigne une profession règlementée : celle d’un commissaire aux comptes, auxiliaire de justice qui certifie les états financiers de certaines entités.

## Démarches d'audit

### Typologie d'audit
La norme ISO 9000 distingue :

### L'audit interne
Les audits internes, appelés parfois « audit de première partie » sont réalisés par, ou au nom de, l’organisme lui-même pour des raisons internes et peuvent constituer la base d’une auto-déclaration de conformité. Ils peuvent être opérationnels ou stratégiques suivant l'approche retenue.

### L'audit externe
Les audits externes comprennent ce que l’on appelle généralement les « audits de seconde ou de tierce partie ».
Les audits de seconde partie sont réalisés pour des parties, telles que les actionnaires ou des clients, ayant un intérêt direct dans l’organisme, ou par d’autres personnes en leur nom.

Les audits de tierce partie sont nécessairement réalisés par des organismes externes indépendants. De tels organismes, généralement accrédités (voir norme NF ISO/CE 17021), fournissent l’enregistrement ou la certification de conformité à des exigences comme celles de l’ISO 9001 ou 14001 ou NF ISO/CEI 27001 relative aux systèmes de management de la sécurité de l'information.

Lorsque les systèmes de gestion de la qualité et environnemental sont audités simultanément, on parle d’audit commun.
Lorsque le système de management de la Qualité, de l'Environnement et de la SST (Santé et sécurité au travail) est intégré, on parle d’audit intégré QSE.
Le domaine le plus connu, le plus répandu et le plus ancien est l'audit légal, qui est un audit externe comptable et financier. Il consiste en l'examen de la validité, conformité et sincérité des divers états financiers et rapports publics de gestion émis par une entreprise. En France, il est pratiqué par un tiers assermenté, un commissaire aux comptes. 
Il existe d'autres types d'audit spécialisés dans les contextes où il existe des normes et une réglementation forte (sécurité de l'homme au travail, environnement, hygiène et sécurité alimentaire, etc.).
L'audit des systèmes d'information (audit informatique) est aussi une activité essentielle dans la maîtrise des opérations de l'entreprise.

### L'audit environnemental
Il fait appel à l'évaluation environnementale. Le Conseil de l'Europe le définit en 1994 comme « outil de gestion incorporant l'évaluation systématique, documentée, périodique et objective de l'efficacité des systèmes et des processus organisationnels et gestionnaires conçus pour assurer la protection de l'environnement, en vue de faciliter le contrôle de la gestion des pratiques susceptibles d'avoir un impact sur l'environnement, le but étant de favoriser une amélioration continue de la performance environnementale des activités industrielles et la collecte de renseignements pertinents ; un mécanisme d'audit environnemental est donc institué ». Cette définition figure dans l'article 1 Définitions de la « loi-modèle sur la protection de l'environnement ».
L'audit environnemental a connu sa consécration au sein de l'Union Européenne avec le premier règlement traitant de l'EMAS du 29 juin 1993 avec un rôle explicite attribué à l'auditeur environnemental, qu'il soit externe ou interne. Ce règlement remanié en 2001 (Règlement 761/2001 du 19 mars) et 2009 (Règlement 1221/2009 du 25 novembre) conforte les bases de l'action de l'audit environnemental et de ses méthodes sur une base transnationale.

### Caractéristiques de l'audit
Un audit indépendant de qualité doit être conçu pour s’approcher des objectifs suivants :
- déterminer la conformité des éléments du système de gestion de la qualité aux exigences spécifiées et préétablies,
- déterminer l’aptitude du système de gestion de la qualité mis en œuvre à atteindre les objectifs qualité spécifiés,
- donner la possibilité aux audités d’améliorer leur système et leur efficacité, sous forme de recommandations.

Il faut veiller à ce que l'audit ne devienne pas :
- une pratique susceptible de dépendance, sous quelque forme que ce soit,
- une mesure d'écart, assimilable au contrôle de gestion,
- une course permanente vers le « toujours plus » ou le « toujours mieux »,
- une occasion de considérer les relations inter-services de façon subjective,
- une formation continue à la démarche qualité et son système de management,
- une implication concrète de l’ensemble des services de l’entreprise dans la vie du système de gestion de la qualité,
- un super contrôle faisant double emploi,
- une surveillance déguisée,
- une occasion de régler ses comptes,
- une expertise technique ou un diagnostic du cœur de métier,
- une occasion de refaire des contrôles,
- une supervision permanente se substituant à la hiérarchie.